# Letectvo carského Ruska

Znak carského letectva

Letectvo carského Ruska (rusky Императорскiй военно-воздушный флотъ) bylo založeno v roce 1912 pro Ruské impérium. Fungovalo pouhých pět let a bojů se účastnilo jen za první světové války než bylo roku 1917 přejmenováno a reorganizováno po tom, co vzniklo sovětské Rusko. Později z neho vzešlo sovětské letectvo.
Počátky ruského letectví se dají vystopovat do 80. let 19. století k teoretickým pracím lidí jako byl Nikolaj Kibalčič a Alexandr Možajskij. V dalších letech na ně navázal Konstantin Ciolkovskij. V letech 1902-1903 během vojenských manévrů v kyjevském vojenském okruhu použila carská armáda několik balonů k průzkumu a koordinaci dělostřelecké palby. Letecká kompanie (Отдельная воздухоплавательная рота) byla pod velením plukovníka A. M. Kovanka.
V roce 1904 Nikolaj Žukovskij založil první aerodynamický institut (Аэродинамический институт) v Kučině u Moskvy.